# شهرك وحدت (مقاطعة دهلران)
شهرك وحدت (بالفارسية: شهرک وحدت) هي قرية تقع في قسم اناران الريفي (مقاطعة دهلران) في إيران. يقدر عدد سكانها بـ 937 نسمة بحسب إحصاء 2016.